# Jelenia Góra
Jelenia Góra és una ciutat de Polònia, ubicada al sud-oest del país, concretament al voivodat de Baixa Silèsia. El nom de la ciutat significa "Muntanya del cérvol" en polonès; en alemany s'anomena Hirschberg, que es tradueix també com a "muntanya del cérvol". És la seu administrativa del districte (powiat) de Jelenia Góra, tot i que no es troba dins d'aquest districte, a més a més, ella mateixa forma un altre districte per si sola.
La ciutat està prop de Krkonoše, i constitueix un important centre de turisme a Polònia, atès que la ciutat està prop d'estacions d'esquí com per exemple de Karpacz.

## Història
La ciutat fou fundada entre el 1108 i el 1111, i va ser ampliada pel duc Boleslaw II de Legnica el 1241. Aquest primer assentament esdevingué oficialment ciutat el 1288 a través del fur de Magdeburg.
Amb el nom de Hirschberg, la ciutat fou heretada pels Habsburg d'Àustria el 1526. Dos anys més tard, la ciutat adoptà la fe protestant, i s'hi fundà una escola protestant el 1566.
Durant la Guerra dels Trenta Anys la ciutat patí setges per part de tots dos bàndols i va veure's forçada a pagar altes contribucions, i fins i tot fou incendiada el 1634.
El 1871 la ciutat passà a formar part de la Baixa Silèsia en el procés d'unificació d'Alemanya. Després de la Primera Guerra Mundial, el 1919, la ciutat formà part de la província de Baixa Silèsia.
Després de la Segona Guerra Mundial, el 1945, i mitjançant les decisions preses a la Conferència de Potsdam, la ciutat fou lliurada a l'administració polonesa, que va donar-li el nom actual de Jelenia Góra, els alemanys que encara hi havia en foren expulsats i substituïts per població polonesa.
La ciutat no fou destruïda durant la guerra. Tanmateix, les noves autoritats poloneses destruïren fins a l'any 1965 el nucli antic, així com el cementiri i l'església protestant. Més endavant van reconstruir els edificis antics al voltant de Rynek (la plaça del mercat), tot i que amb formes més senzilles que no pas les originals.

## Ciutats agermanades
- Alemanya, Bautzen
- Itàlia, Cervia
- Alemanya, Erftstadt
- Dinamarca, Randers
- Mèxic, Tequila (Jalisco)
- Estats Units, Tyler (Texas)
- Finlàndia, Valkeakoski